# تمیست
تمیست (انگلیسی: Themiste) در اسطوره‌شناسی یونانی، (یونانی باستان: Themíst Themístē) یا ""تمیس" یک زن اهل تروآ (شهر) بود. شاهزاده خانم و دختر پادشاه ایلوس از Troad بود. پسر بزرگش بعداً پدر آئنیاس معروف شد و پسر بعدی پدر کاهن لائوکوئون شد.